# Paco del Águila
Francisco Salvador del Águila, más conocido como "Paco del Águila" (n. Almería, España; 28 de septiembre de 1999), es un jugador español de baloncesto. Con una altura de 2,01 metros, su posición en la pista es la de pívot. Actualmente pertenece a la plantilla del  Coto Córdoba CB de la Segunda FEB.

## Trayectoria
Formado en las categorías inferiores del Colegio Arenas, llegó en 2013 al Real Madrid Baloncesto para jugar en categoría cadete. Durante las temporadas 2015 a 2017 formaría parte del equipo júnior del Real Madrid, además de ser internacional con España sub-16 (Europeo de 2014 y 2015), sub-17 (Mundial 2016) y sub-19 (Mundial 2017).
Durante la temporada 2017-18, firma por el Baloncesto Fuenlabrada para jugar en el filial de Primera Nacional.
En verano de 2018 firma con el Básquet Manresa tras el regreso del conjunto catalán a la Liga Endesa para reforzar al club durante la pretemporada. El 13 de octubre de 2018 debutó en la Liga Endesa en el triunfo de su equipo contra el MoraBanc Andorra por 77-82: El ala-pívot sumó 6 puntos (1/1 TL, 1/1 T2, 1/2 T3), un rebote, un robo y una falta recibida, con 5 de valoración en 12 minutos de juego. Una lesión sufrida en el mes de octubre de 2018 le mantiene fuera de la competición hasta reaparecer en el mes de mayo. En esa temporada 2018/19 disputó en la máxima categoría 83 minutos en 8 partidos (dos de ellos de Playoffs), con promedios de 1,9 puntos y 2,1 rebotes.
En la temporada 2019/20 formó parte de la plantilla del Unión Esportiva Barberá, club de Liga EBA vinculado al Básquet Manresa, hasta que el 29 de enero de 2020 se anunció su cesión al Cáceres Patrimonio de la Humanidad, club de LEB Oro. Únicamente pudo jugar 5 partidos (promediando 2.8 puntos y 4.4 rebotes) antes de la conclusión prematura de la temporada por la pandemia de coronavirus.
En julio de 2020 se anuncia su desvinculación del club Manresano y poco después su fichaje por el Cáceres Patrimonio de la Humanidad para disputar la temporada 2020/21, en la que acreditó medias de 4.5 puntos y 4.3 rebotes por encuentro.
El 13 de agosto de 2021 firma como jugador del Club Ourense Baloncesto de la Liga LEB Plata. En la campaña 2021/22 logró el ascenso a LEB Oro, al que contribuyó con medias de 3.5 puntos y 3.6 rebotes.
El 23 de agosto de 2023, firma por el Club Polideportivo La Roda de la Liga LEB Plata donde promedió 6 puntos, 5,5 rebotes y 1,5 asistencias por partido.
Tras el descenso del Club Polideportivo La Roda, el 26 de agosto de 2024 firma por el  Coto Córdoba CB.

## Selección nacional
- 2014. España. Europeo Sub-16, en Riga (Letonia). Bronce
- 2015. España. Europeo Sub-16, en Kaunas (Lituania).
- 2016. España. Mundial Sub-17, en Zaragoza (España).

## Palmarés
- 2014. España. Europeo Sub-16, en Riga (Letonia). Bronce
- 2014-15. Real Madrid. Campeonato de España Cadete. Campeón
- 2015-16. Real Madrid. Torneo de L'Hospitalet. Campeón
- 2015-16. Real Madrid. Campeonato de España Júnior. Subcampeón
- 2016-17. Real Madrid. Adidas Next Generation Tournament - Coín. Campeón
- 2016-17. Real Madrid. Campeonato de España Júnior. Campeón